# Sugar City (Idaho)
Sugar City – miasto w Stanach Zjednoczonych, w stanie Idaho, w hrabstwie Madison.